# Tàu tuần dương Molotov
Molotov (tiếng Nga: Молотов) là một con tàu thuộc Dự án 26bis của Hải quân Liên Xô đã phục vụ trong Thế Chiến II và Chiến tranh Lạnh. Nó đã hỗ trợ Hồng quân Liên Xô trong Trận Sevastopol (1941), chiến dịch Kerch-Feodosiya và cuộc đổ bộ xuống Novorossiysk vào cuối tháng giêng năm 1943.
Con tàu được hiện đại hóa vào khoảng năm 1952 đến 1955.Nó được đổi tên là Slava (tiếng Nga: Слава, Vinh quang) vào năm 1957 sau khi Vyacheslav Molotov bị cách chức. Slava trở thành tàu huấn luyện vào 1961 trước khi bị bán để dỡ bỏ vào năm 1972.

## Giới thiệu
Molotov và con tàu chị em Maxim Gorky có bộ giáp dầy hơn và được nâng cấp một ít từ hai con tàu lớp Kirov đầu tiên (Đề án 26), vì thế nó trở thành Đề án 26bis.
Con tàu dài 187 mét ở đáy tàu và 191.4 mét tổng cộng.Sườn ngang dài 17.66 mét còn độ mớn nước là khoảng 5.87 đến 6.3 mét. Bình thường,con tàu chứa được 8,177 tấn tiêu chuẩn và 9,728 tấn khi đầy tải.
Tua-bin hơi nước của con tàu tạo một công suất tới 129,750 mã lực (96,750 kW) trong chuyến thử nghiệm trên biển. Con tàu đạt tốc độ tối đa 36.72 Nút, dù lý thuyết là 37 Nút, chủ yếu là do con tàu quá trọng đến 900 tấn. Bình thường, Molotov mang 650 tấn nhiên liệu (dầu), 1,660 tấn khi đầy tải và 1750 tấn khi quá tải. Điều này giúp con tàu hoạt động trong tầm 7,820 km với vận tốc 33 km/h.
Molotov mang 9 khẩu pháo 180 mm B-1-P trong ba tháp pháo ba điều khiển bằng điện MK-3-180. Súng phụ của tàu là 6 pháo 100 mm B-34 được lắp bên hông tàu ở ống khói sau (3 khẩu mỗi bên). Vũ khí phòng không bao gồm 9 pháo phòng không bán tự động 45 mm 21-K (đây là biến thể của một loại pháo chống tăng 45mm của Liên Xô) cùng với 4 súng máy 12,7 mm DShK. Sáu ống phóng ngư lôi 533 mm 39-Yu được lắp lên hai bộ phóng ba ống phía trước khẩu pháo 100 mm.
Molotov là con tàu đầu tiên của Liên Xô mang ra-đa, đó là radar phòng không Redut-K, được sử dụng suốt chiến tranh. Năm 1944, hệ thống điều khiển pháo Mars-1 (của Liên Xô) được lắp vào con tàu. Tuy nhiên, tàu không có sonar, chỉ mang một máy hydrophone Arktur vốn cũng đã lạc hậu.

### Vũ khí vào thời chiến
Pháo 45 mm dù có cỡ nòng khá lớn nhưng tốc độ bắn chậm do bắn từng phát một. Vì vậy, cũng như nhiều tàu thuyền khác, năm 1943, Molotov được thay 3 trong 9 pháo 45mm được thay bằng 12 khẩu pháo phòng không tự động 37 mm 70-K (biến thể hải quân của 61-k) dù cỡ nòng nhỏ hơn nhưng pháo bắn tự động với tốc độ bắn khoảng 80 đến 100 viên trên phút và tầm bắn, sát thương đủ để diệt một chiếc máy bay thời đó. Ngoài ra con tàu còn nhận thêm hai khẩu súng máy DShk. Năm 1942, máy phóng phi cơ bị loại bỏ để có thể lắp thêm nhiều vũ khí phòng không.
Năm 1943, máy phóng phi cơ ZK-1A (phiên bản nâng cấp) được lắp vào sau khi cuộc thử nghiệm phóng máy bay tiêm kích Supermarine Spitfire (của Anh) diễn ra thành công. Tuy nhiên, năm 1947, máy phóng lại bị gỡ bỏ do nhiều nguyên nhân.

## Chiến tranh thế giới thứ hai

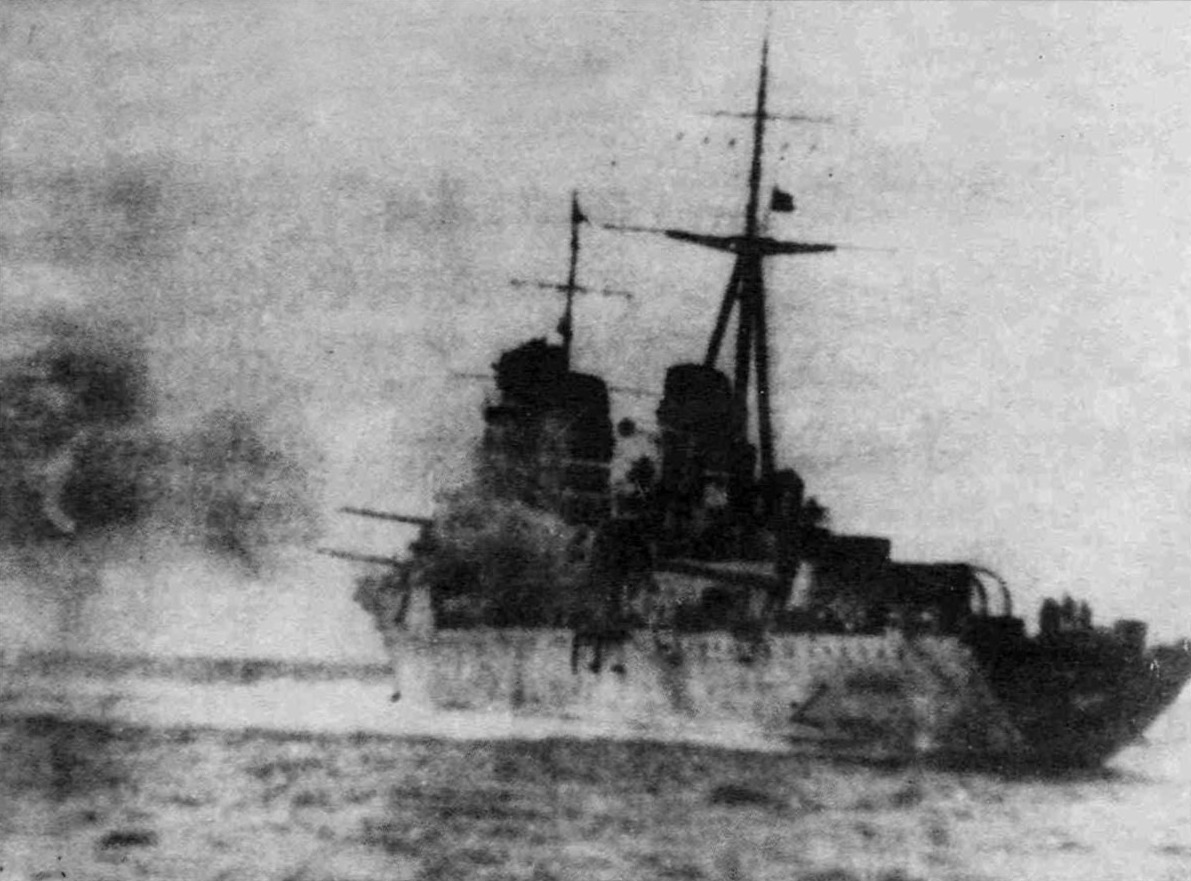
Molotov khai hỏa

Molotov là con tàu duy nhất của Liên Xô được lắp radar vào thời điểm đó. Khi chiến dịch Barbarossa bắt đầu, Molotov được giữ lại Sevastopol nhằm mục đích bảo vệ vùng trời (tức dùng radar để phát hiện máy bay). Khi quân Đức chiếm Krym (tháng 1/1941), Molotov phải chuyển về Tuapse và tiếp tục nhiệm vụ của mình. Tuy nhiên trước khi về Tuapse, con tàu đã pháo kích vào quân Đức ở Feodosiya với 200 đạn 180 mm (tháng 11). Con tàu đã chuyển Sư đoàn súng trường 386 từ Poti đến Sevastopol vào ngày 24 đến 28 tháng 12 năm 1941. Ngày 29, khi chuyển quân, đuôi tàu bị pháo binh của Đức bắn và Molotov phản công bằng 205 phát đạn 180 mm và 107 phát 100mm. Con tàu cũng chở 600 thương binh vào ngày 30/12. Molotov tiếp tục công việc vận chuyển vào tháng một. Con tàu bị thương lần nữa vào phần mũi tàu khi nó va phải cầu cảng lúc bị bão lớn. Người ta vẫn sửa con tàu dù phần mũi tàu không thể chỉnh lại được,điều này khiến vận tốc con tàu bị giảm vài Nút. Con tàu vẫn pháo kích vào quân Đức để hỗ trợ Hồng quân ở Kerch Peninsula trước khi sửa chữa vào ngày 20/3 ở Poti. Tháng 6/1942, Molotov di chuyển gần 3000 quân của Lữ đoàn Súng trường 138, tiếp tục pháo kích quân Đức lần nữa. Khi rời đi, con tàu đã chở 1065 thương binh với 350 phụ nữ và trẻ em. Vào ngày 14, 15, Molotov mang thêm 3855 viện binh trong đại đội với các con tàu khác, tiếp tục pháo kích, tiếp tục chuyển 2908 thương binh và cả người tị nạn. Các lần pháo kích đó đều khá may mắn, tuy nhiên, lần này không thế và cũng là lần cuối cùng Molotov được pháo kích (không phải bị chìm mà lí do khác).. Ngày 2 tháng 8, sau khi pháo kích ở Feodosiya, đuôi tàu bị phá hủy bởi ngư lôi của máy bay phóng lôi Heinkel He-111 và thuyền phóng lôi MAS của Ý. Con tàu bị mất lái, tốc độ di chuyển chỉ ở mức 19 km/h, nhưng con tàu đã thoát chết. Molotov được tu sửa ở Poti từ ngày 31 tháng 7 năm 1943. Molotov sử dụng bộ sườn tàu của tàu tuần dương Frunze, bánh lái của tàu Zheleznyakov (cả hai con tàu đều thuộc lớp Chapayev và chưa đóng xong), bộ thiết bị lái của Tàu tuần dương Kaganovich (cũng thuộc lớp Kirov) và bộ cảm biến lái của tàu ngầm L-25. Đặc biệt, sau vụ 3 tàu khu trục bị đánh chìm bởi Lufwaffe sau khi pháo kích, Stalin ra lệnh tất cả tàu chiến lớn không được hoạt động khi ông không cho phép, vì vậy Molotov đã "hết việc".

## Hậu chiến
Molotov được sửa chữa lần cuối sau cuộc chiến. Ngày 5/10/1946, tháp pháo thứ hai bị bốc cháy đã khiến 22 người chết và 20 người bị thương. Con tàu được dùng làm vật thử nghiệm cho loại radar dự định lắp cho lớp tàu tuần dương Chapayev và Sverdlov. Năm 1947, con tàu được chọn để chở Stalin trong chuyến công du đến Anh (nhằm đáp lại chuyến công du của Hải quân Anh trước đó). Từ năm 1952 đến 28/1/1955, Molotov được hiện đại hóa.
Molotov được trang bị radar Gyuys để phòng không, Rif để dò tìm mặt biển, Zalp cho pháo chính và Yakor cho vũ khí phòng không. Tất cả vũ khí phòng không hạng nhẹ được thay thế bằng 11 khẩu pháo phòng không nòng đôi V-11 (phiên bản 2 nòng của 70-K) còn pháo 100mm được lắp lại với phiên bản nâng cấp B-34USMA.  Hệ thống điều khiển pháo phòng không thay thế bằng hệ thống Zenit-26 với máy chỉ dẫn SPN-500. Tuy nhiên, ống phóng ngư lôi, vũ khí chống ngầm, cần cẩu (để móc cano, thuyền nhỏ lên tàu) và các thiết bị của máy bay đều bị tháo bỏ hết. Tổng chi phí là 200 triệu Rúp, bằng một nữa đến 3 phần 4 giá đóng tàu tuần dương lớp Sverdlov.
Vào ngày 29 tháng 10 năm 1955, con tàu tham gia giải cứu con tàu Novorossiysk bị nổ và chìm (do Đức Quốc xã đã đặt bom từ trước). 5 thủy thủ của Molotov cũng bị mất tích trong vụ này. Ngày 3 tháng 8 năm 1957, con tàu đổi tên thành Slava sau vụ Molotov chống đối lại Nikita Khrushchev nhưng thất bại. Việc đổi tên tàu khiến Molotov nói rằng: "Trước kia, họ lấy họ của tôi để đặt tên con tàu, sau này họ sử dụng tên tôi để đặt tên cho tàu." (do Slava cũng là dạng viết tắt của Vyacheslav-tên ông).
Từ năm 1961, con tàu dùng để huấn luyện. Ngày 5 đến 30 tháng 6 năm 1967, Slava đến Địa Trung Hải để hỗ trợ Syria trong chiến tranh 6 ngày. Cuối năm 1970, Slava trở lại Địa Trung Hải với tàu khu trục lớp Kotlin sau vụ tàu khu trục này va chạm với tàu sân bay HMS Ark Royal vào ngày 9/11/1970, Ngày 4/4/1972, Slava hay Molotov đã bị bán để đem đi tháo dỡ.